# HE0450-2958
HE0450-2958 is een ongewone quasar. Hij wordt ook wel de "naakte quasar" of de "quasar zonder thuis" genoemd, omdat hij geen sterrenstelsel lijkt te hebben. Geschat wordt dat hij ongeveer een miljard parsecs van ons vandaan staat.

## Geschiedenis
Een team van onderzoekers onder leiding van Pierre Magain van de Universiteit van Luik, België kondigde hun bevindingen aan in het nummer van 14 september 2005 van het tijdschrift Nature. De quasar ligt aan de hemel dicht bij een verstoord sterrenstelsel (zie afbeelding, linksboven). Er werd echter geen sterrenstelsel rond de quasar zelf gezien, wat de auteurs tot de volgende speculatie bracht:
Men zou kunnen suggereren dat het gaststelsel uit ons zicht is verdwenen als gevolg van de botsing (die het verstoorde sterrenstelsel heeft gevormd), maar het is moeilijk voor te stellen hoe de volledige ontwrichting van een sterrenstelsel zou kunnen gebeuren.
Magain et al. schatten dat het stelsel van de quasar ongeveer vijf magnituden (100 keer) zwakker moet zijn dan voor zo'n quasar verwacht wordt, of een straal van 300 lichtjaar of minder moet hebben (typische quasars zijn ingebed in sterrenstelsels met een doorsnede van 5.000 tot 50.000 lichtjaar) om aan ontdekking te ontsnappen.
Kort nadat het artikel van Magain et al. was gepubliceerd, verschenen er drie theoretische artikelen, allemaal in de week van 6 november 2005, die beweerden de eigenaardige eigenschappen van dit object te kunnen verklaren. Twee van de artikelen - van groepen in Cambridge en in Massachusetts - suggereerden dat de quasar een superzwaar zwart gat was dat uit het centrum van het nabije, verstoorde melkwegstelsel was weggeslingerd, ofwel door terugslag van gravitatiestraling, ofwel door een wisselwerking tussen drie zwarte gaten. De uitwerpsnelheid zou ongeveer 1000 km/s moeten zijn om de quasar zo ver van zijn oorspronkelijke gaststelsel te plaatsen.

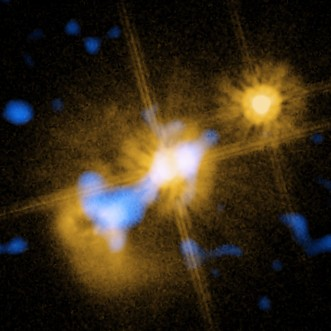
Quasar zonder thuis.

Het derde artikel, van een team onder leiding van David Merritt, onderzocht de uitwerphypothese kritisch en kwam tot de conclusie dat deze niet correct kon zijn. De twee belangrijkste argumenten waren:
1. Het quasarspectrum laat zien dat het een smal Seyfertsterrenstelsel is. Van NLS1's wordt aangenomen dat ze abnormaal kleine zwarte gaten hebben; aangezien de grootte van zwarte gaten sterk gecorreleerd is met de grootte van stelsels, zou het gaststelsel van de quasar ook abnormaal klein moeten zijn, wat verklaart waarom het niet was gedetecteerd door Magain et al.
2. Het quasarspectrum onthult ook de aanwezigheid van een klassiek, smal emissielijnengebied (NLR). Het gas dat de smalle lijnen produceert ligt ruwweg duizend lichtjaar van het zwarte gat, en dergelijk gas kan niet aan het zwarte gat gebonden blijven na een schop die groot genoeg is om het uit zijn gaststelsel te verwijderen. Deze auteurs concludeerden dat de "naakte" quasar in feite een volkomen normaal Seyfert-stelsel met smalle lijnen was dat toevallig dicht bij een verstoord sterrenstelsel aan de hemel stond.

Een aantal wetenschappelijke studies sinds 2005 hebben deze conclusie ondersteund.
1. Kim et al. (2006)[2] deden een voorzichtigere poging om het stelsel van de quasar te vinden. Zij concludeerden dat het onmogelijk was om de aanwezigheid van een sterrenstelsel uit te sluiten, gezien het verwarrende licht van de quasar.
2. Zhou et al. (2007)[3] observeerden de röntgenstraling van de quasar en gebruikten die om de massa van het zwarte gat te schatten. Zij bevestigden een kleine massa voor het zwarte gat, wat een nog zwakker gaststelsel impliceert dan voorspeld door Merritt et al.
3. Feain et al. (2007)[4] ontdekten radio-emissie van de quasar, die zij interpreteerden als duidend op voortgaande stervorming, wat "elke suggestie tegenspreekt dat dit een 'naakte' quasar' is".

De huidige wetenschappelijke consensus is dat HE0450-2958 waarschijnlijk wel een gaststelsel heeft, maar dat het moeilijk te zien is achter het heldere quasarlicht.
Recentelijk is de consensus in twijfel getrokken na een onderzoek van de Europese Zuidelijke Sterrenwacht.